# 皮卡格雷斯區
皮卡格雷斯區（西班牙語：Picagres），是哥斯達黎加的一個區，位於該國中部聖何塞省，面積27.28平方公里，海拔高度520米，2011年人口675，人口密度每平方公里24.74人。